# Drabble (genere letterario)
Il drabble è una piccola opera narrativa della lunghezza di cento parole, la cui peculiarità risiede proprio nella sua brevità, entro la quale l'autore deve riuscire a dimostrare la propria abilità di esprimere le proprie idee in uno spazio estremamente ristretto. Viene usato prevalentemente nella narrativa di fantascienza.

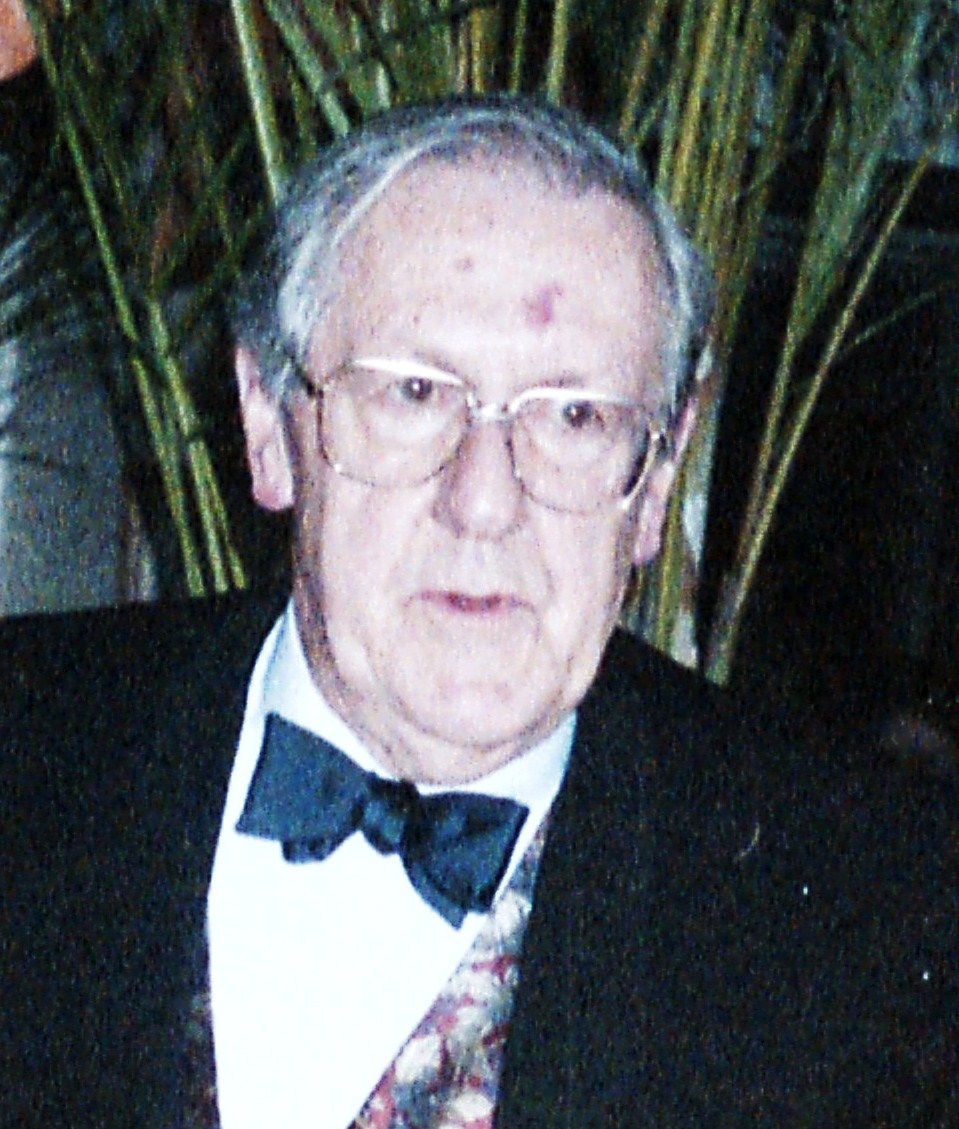
Brian Aldiss, uno dei maggiori autori di Drabble

## Storia
Il concetto di drabble trae le sue origini dal Monty Python's Big Red Book, nel quale il termine veniva utilizzato per identificare una gara letteraria che sarebbe stata vinta dal primo autore in grado di concludere un racconto. Il formato di cento parole fu in seguito codificato negli anni ottanta dalla Science Fiction Society dell'Università di Birmingham. Nelle gare di drabble solitamente viene dato un tema e un tempo entro il quale completare l'opera.
Tra gli autori più illustri che hanno usato questa forma letteraria si possono citare: Brian Aldiss, Gene Wolfe e Lois McMaster Bujold